# Adolfo Prada Vaquero
Adolfo Prada Vaquero (Zamora, 18 de febrero de 1883 - Madrid, 1960) fue un militar español que luchó en la guerra civil española a favor de la República. Hombre de carácter, duro y buen organizador, fue el encargado de defender Asturias (agosto-octubre de 1937) y de contraatacar en La Serena (agosto de 1938).

## Biografía
Militar vocacional, ingresó con 15 años en la Academia de Infantería de Toledo, y en 1911 ya era capitán. Aprovechando la Ley Azaña se retiró del ejército en 1931 con la graduación de capitán de infantería. Desde 1933 dirigió un centro para preparar el ingreso en las academias militares.

### Guerra Civil
Al estallar la guerra en julio de 1936, desde el primer momento se pone al servicio de la República, si bien anteriormente no mostró interés por la política.

#### Defensa de Madrid
A finales de septiembre de 1936 está como teniente coronel al frente de una columna que lleva su nombre y formada por unos 1500 soldados, cubriendo el acceso de las tropas rebeldes desde Toledo a Madrid. Dicha columna sufrirá el empuje principal de las tropas de Varela, teniéndose que replegar a duras penas hacia Madrid. A principios de noviembre de 1936 los restos de la columna, a la que se le han unido otras en desbandada, suman unos 1600 soldados, y están situados en el barrio de Villaverde y Usera y en los puentes que al sur de la carretera de Extremadura cruzan el río Manzanares (puente de la Princesa). Sus efectivos irán aumentando hasta unos 4.000 según avanza la lucha y llegan nuevas tropas, encargándose del sector anteriormente mencionado. Su actuación durante la batalla de Madrid será destacada, soportando el primer ataque frontal de los rebeldes sobre la capital antes de que avanzasen por la Casa de Campo.
El 21 de diciembre de 1936 su unidad pasa oficialmente a llamarse Brigada Mixta «C», y posteriormente será numerada como 36.ª. A finales de diciembre se crea el Cuerpo de Ejército de Madrid (luego II Cuerpo de Ejército), y Prada, ya como coronel, pasa a mandar la 7.ª División que defiende la Ciudad Universitaria. El 7 de abril de 1937 el Cuerpo de Ejército que defiende Madrid se desdobla en dos, quedando la nueva unidad creada, el VI Cuerpo de Ejército, a las órdenes de Prada, y defendiendo la zona norte de la ciudad de Madrid. Permanecerá en dicho cargo hasta el 20 de julio de 1937, en que es sustituido accidentalmente por el teniente coronel Enrique Fernández-Heredia Gastañaga, y por Antonio Ortega Gutiérrez desde el 27 de julio

#### Destinado al Frente Norte
A finales de julio de 1937, cuando los rebeldes ya han ocupado Vizcaya, es enviado al frente del norte. Con él marchará su hijo Eduardo Prada que es capitán de milicias y que hará de ayudante. Este hijo muchos años después tuvo un papel destacado en la transición a la democracia. El 6 de agosto el gobierno de la República crea en Santander la Junta Delegada del Gobierno en el Norte de España, presidida por Mariano Gamir Ulibarri; Gamir reorganiza el Ejército del Norte, y a Prada le asigna el mando del XIV Cuerpo de Ejército (antiguo Euzko Gudarostea).
Participa en la batalla de Santander cubriendo el este de Cantabria. Ante el avance rebelde desde Reinosa hacia Santander tiene que replegarse hacia la capital. Participa en la reunión del 22 de agosto de las autoridades republicanas en donde se decide retirar la mayor cantidad posible de tropas hacia Asturias. Cuando Prada intenta entonces replegar a su Cuerpo de Ejército, se encuentra con la rebeldía de las unidades vascas, las cuales se refugian en Santoña. Allí firmarán días después el llamado Pacto de Santoña.
Tras la caída de la ciudad de Santander, el Consejo Soberano de Asturias y León, sin autorización del gobierno central, reemplaza a finales de agosto a Mariano Gamir como jefe del Ejército del Norte, dándole a Prada el 29 de agosto la jefatura de todas las tropas de la zona norte. Durante el siguiente par de meses se dedicará a reorganizar el ejército en retirada de Cantabria y a mejorar a las tropas asturianas, llegando incluso a fusilar a tres jefes de brigada y unos cuantos de batallón y comisarios para mantener la disciplina. Su intención, aislado en el norte, es resistir hasta la llegada del invierno para obligar a los rebeldes a retrasar su ofensiva hasta la primavera. No lo conseguirá, y los sublevados entrarán en Gijón el 21 de octubre de 1937, marchando Prada a Burdeos el día anterior con su hijo en el Torpedero nº3, y regresando inmediatamente a la España republicana.

#### Regreso a la zona republicana
El 5 de noviembre se le da el mando del recién creado Ejército de Andalucía, con cuartel general en Baza, pero permanecerá en el mismo sólo hasta el 14 de marzo de 1938, siendo sustituido por Segismundo Casado, pasando luego Prada a ser comandante militar de Murcia.
El 31 de julio de 1938 es de nuevo requerida su presencia en una situación de crisis al ser nombrado jefe del Ejército de Extremadura en sustitución de Ricardo Burillo tras la ofensiva rebelde del Cierre de la Bolsa de Mérida. Prada empieza a actuar, sustituyendo a una gran cantidad de mandos y reorganizando las unidades. Estas medidas, junto a la llegada de refuerzos y a la detención de la ofensiva rebelde por el inicio de la batalla del Ebro, hacen que lance una contraofensiva en agosto con la que consigue recuperar parte del territorio perdido en los meses anteriores. El 19 de octubre de 1938 deja el Ejército de Extremadura, primero al coronel Joaquín Pérez Salas y luego al general Antonio Escobar. Su siguiente cargo será el de subinspector general en la zona Centro-Sur.

#### El fin de la Guerra
Cuando se produce el golpe de Estado de Casado en marzo de 1939, se muestra partidario de este, y termina siendo nombrado jefe del Ejército del Centro el 12 de marzo. El día 28 de marzo a las 13 horas, un día después del inicio de la última ofensiva de los rebeldes, Prada firma la rendición de su ejército en el Hospital Clínico de la Ciudad Universitaria. Él mismo izó la bandera de los sublevados en la sede del Consejo Nacional (actual Ministerio de Hacienda) y se entregó. Según algunas versiones (Luis Español citando a Rafael Sánchez-Guerra), al rendirse fue tratado con “desconsideración y falta de delicadeza”.

### Posguerra
Tras un juicio militar fue condenado a muerte, aunque su pena quedó conmutada por una de cárcel, en donde pasó unos años, padeciendo un aislamiento total, a pesar de lo cual los presos republicanos insistían en verle antes de ser ejecutados dado su carácter carismático con sus subordinados.
Una vez liberado, formó parte de la organización clandestina Agrupación de Fuerzas Armadas Republicanas Españolas (AFARE) hasta su fallecimiento en Madrid en 1960.

## Semblanza
La opinión que de él da el historiador militar Ramón Salas Larrazábal no es negativa, indicando su carácter resolutivo, capaz de hacerse cargo de las situaciones más desesperadas (Asturias, La Serena) y considerándolo un buen jefe superior. Salas también indica como durante un tiempo estuvo en la órbita comunista, pero que finalmente se posicionó contra ellos. Su hijo, el citado Eduardo Prada, se encargó de desmentir esto (¿qué exactamente?) en diversas publicaciones posteriores en forma de libro, como se recoge en "Memoria de una locura" de Javier Figuero o en diversos artículos periodísticos.